# Lena Chamamyan
Lena Chamamyan (in arabo لينا شماميان‎?; Damasco, 27 giugno 1980) è una cantante siriana.

## Biografia
Lena Chamamyan nacque a Damasco da famiglia cristiana; la famiglia paterna, di Aleppo, è di origine armena e trae le proprie radici dall'area di Kahramanmaraş; la famiglia materna è invece originaria della regione di Mardin. Si laureò alla facoltà di economia all'Università di Damasco e studiò all'Istituto Superiore di Musica di Damasco, dove si specializzò in musica classica.
Nel corso degli anni 2000 prese parte a numerosi concerti tenutisi in vari siti storici in Siria. Nel 2006 pubblicò il suo primo album, Hal Asmar Ellon, in collaborazione con il trombettista Bassel Rajoub; i due vinsero il Moyen-Orient Music Award di Radio Monte Carlo ad Amman. Nel 2007 pubblicò a Damasco il suo secondo album, Shamat. Secondo un sondaggio pubblicato nel 2010 dalla rivista Arabian Business Chamamyan risultava tra le cinquecento personalità arabe più influenti nel mondo arabo. Con lo scoppio della guerra civile siriana la cantante abbandonò la Siria per stabilirsi a Parigi. Nel 2013 Chamamyan pubblicò il suo terzo album, Ghazl El-Banat.

## Stile musicale
Lena Chamamyan canta principalmente in arabo; molte sue canzoni sono in armeno e alcuni dei suoi progetti sono in francese e in inglese. Il suo stile musicale intreccia elementi culturali e folcloristici orientali, in particolare della cultura araba e armena, a elementi della cultura occidentale, in particolare del genere jazz.

## Discografia

### Albums
- Hal Asmar Ellon (2006)
- Shamat (2007)
- Ghazl El Banat (2013)
- LAWNAN (2016)

### Singoli
- Khayt El Kassab (2015)
- Shwey W Byehda El Omer (2015)
- Sareri Hovin Mernem (2016)
- Yakhi Ana Souriyeh (2019)

### Colonne sonore
- Nizar Qabbani (2005)
- Grandma's Tattoos (2011)
- Love in Damascus (2017)